# Abasolo, Tamaulipas
Abasolo är en ort i Mexiko.   Den ligger i kommunen Abasolo och delstaten Tamaulipas, i den centrala delen av landet, 500 km norr om huvudstaden Mexico City. Abasolo ligger 71 meter över havet och antalet invånare är 6 740.
Terrängen runt Abasolo är huvudsakligen platt, men åt nordost är den kuperad. Runt Abasolo är det mycket glesbefolkat, med 7 invånare per kvadratkilometer. Abasolo är det största samhället i trakten. Omgivningarna runt Abasolo är en mosaik av jordbruksmark och naturlig växtlighet.